# Kabinett Lázár
Das Kabinett Lázár wurde am 15. Mai 1975 durch Ministerpräsident György Lázár gebildet und löste die von Ministerpräsident Jenő Fock ab. Das Kabinett amtierte mehr als zwölf Jahre lang bis zum 25. Juni 1987 und wurde dann von dem durch Ministerpräsident Károly Grósz gebildeten Kabinett Grósz abgelöst. Dem Kabinett gehörten ausschließlich Minister der Ungarischen Sozialistischen Arbeiterpartei MSZMP (Magyar Szocialista Munkáspárt) an.

## Minister
| Amt                                              | Name              | Amtszeit                               |
| ------------------------------------------------ | ----------------- | -------------------------------------- |
| Vorsitzender des Ministerrates                   | György Lázár      | 15. Mai 1975 bis 25. Juni 1987         |
| Stellvertretender Vorsitzender des Ministerrates | György Aczél      | 15. Mai 1975 bis 25. Juni 1982         |
|                                                  | János Borbándi    | 15. Mai 1975 bis 6. Dezember 1984      |
|                                                  | István Huszár     | 15. Mai 1975 bis 27. Juni 1980         |
|                                                  | Gyula Szekér      | 15. Mai 1975 bis 27. Juni 1980         |
|                                                  | Mátyás Tímár      | 15. Mai 1975 bis 4. Juli 1975          |
|                                                  | Ferenc Havasi     | 4. Juli 1975 bis 22. April 1978        |
|                                                  | József Marjai     | 3. April 1978 bis 25. Juni 1987        |
|                                                  | Lajos Faluvégi    | 27. Juni 1980 bis 30. Dezember 1986    |
|                                                  | István Sarlós     | 25. Juni 1982 bis 19. Dezember 1984    |
|                                                  | Lajos Czinege     | 6. Dezember 1984 bis 25. Juni 1987     |
|                                                  | Judit Csehák      | 6. Dezember 1984 bis 25. Juni 1987     |
|                                                  | László Maróthy    | 6. Dezember 1984 bis 25. Juni 1987     |
|                                                  | Frigyes Berecz    | 30. Dezember 1986 bis 25. Juni 1987    |
| Arbeitsminister                                  | László Karakas    | 15. Mai 1975 bis 24. Juni 1977         |
|                                                  | Ferenc Trethon    | 24. Juni 1977 bis 30. September 1981   |
| Außenminister                                    | Frigyes Puja      | 15. Mai 1975 bis 8. Juli 1983          |
|                                                  | Péter Várkonyi    | 8. Juli 1983 bis 25. Juni 1987         |
| Außenhandelsminister                             | József Bíró       | 15. Mai 1975 bis 30. März 1979         |
|                                                  | Péter Veress      | 30. März 1979 bis 25. Juni 1987        |
| Minister für Bauwesen und Stadtentwicklung       | József Bondor     | 15. Mai 1975 bis 24. Juni 1977         |
|                                                  | Kálmán Ábrahám    | 24. Juni 1977 bis 27. Juni 1984        |
|                                                  | László Somogyi    | 27. Juni 1984 bis 25. Juni 1987        |
| Bildungsminister                                 | Imre Pozsgay      | 27. Juni 1980 bis 25. Juni 1982        |
| Minister für Binnenhandel                        | István Szurdi     | 15. Mai 1975 bis 29. Oktober 1976      |
|                                                  | Vilmos Sághy      | 29. Oktober 1976 bis 15. Juni 1982     |
|                                                  | Zoltán Juhár      | 15. Juni 1982 bis 25. Juni 1987        |
| Finanzminister                                   | Lajos Faluvégi    | 15. Mai 1975 bis 27. Juni 1980         |
|                                                  | István Hetényi    | 27. Juni 1980 bis 30. Dezember 1986    |
|                                                  | Péter Medgyessy   | 30. Dezember 1986 bis 25. Juni 1987    |
| Gesundheitsminister                              | Emil Schultheisz  | 15. Mai 1975 bis 6. Dezember 1984      |
|                                                  | László Medve      | 6. Dezember 1984 bis 25. Juni 1987     |
| Minister für Hütten- und Maschinenindustrie      | Gyula Horgos      | 15. Mai 1975 bis 4. Juli 1975          |
|                                                  | Tivadar Nemeslaki | 4. Juli 1975 bis 7. Februar 1978       |
|                                                  | István Soltész    | 22. April 1978 bis 31. Dezember 1980   |
| Industrieminister                                | Lajos Méhes       | 1. Januar 1981 bis 9. Dezember 1983    |
|                                                  | László Kapolyi    | 9. Dezember 1983 bis 25. Juni 1987     |
| Innenminister                                    | András Benkei     | 15. Mai 1975 bis 27. Juni 1980         |
|                                                  | István Horváth    | 27. Juni 1980 bis 29. März 1985        |
|                                                  | János Kamara      | 29. März 1985 bis 25. Juni 1987        |
| Justizminister                                   | Mihály Korom      | 15. Mai 1975 bis 22. April 1978        |
|                                                  | Imre Markója      | 22. April 1978 bis 25. Juni 1987       |
| Kultusminister                                   | László Orbán      | 15. Mai 1975 bis 22. Juli 1976         |
|                                                  | Imre Pozsgay      | 22. Dezember 1976 bis 27. Juni 1980    |
|                                                  | Béla Köpeczi      | 25. Juni 1982 bis 25. Juni 1987        |
| Minister für Landwirtschaft und Ernährung        | Imre Dimény       | 15. Mai 1975 bis 4. Juli 1975          |
|                                                  | Pál Romány        | 4. Juli 1975 bis 27. Juni 1980         |
|                                                  | Jenő Vancsa       | 27. Juni 1980 bis 25. Juni 1987        |
| Ministerin für Leichtindustrie                   | Jánosné Keserű    | 15. Mai 1975 bis 31. Dezember 1980     |
| Minister für Post und Verkehrswesen              | Károly Rödönyi    | 15. Mai 1975 bis 29. Oktober 1976      |
|                                                  | Árpád Pullai      | 29. Oktober 1976 bis 30. Juni 1983     |
| Minister für Schwerindustrie                     | Pál Simon         | 4. Juli 1975 bis 31. Dezember 1980     |
| Unterrichtsminister                              | Károly Polinszky  | 15. Mai 1975 bis 27. Juni 1980         |
| Minister für Verkehrswesen                       | Árpád Pullai      | 1. Juli 1983 bis 27. Juni 1984         |
|                                                  | Lajos Urbán       | 27. Juni 1984 bis 25. Juni 1987        |
| Verteidigungsminister                            | Lajos Czinege     | 15. Mai 1975 bis 6. Dezember 1984      |
|                                                  | István Oláh       | 6. Dezember 1984 bis 15. Dezember 1985 |
|                                                  | Ferenc Kárpáti    | 30. Dezember 1985 bis 25. Juni 1987    |
| Präsident des Staatlichen Planungsamtes          | István Huszár     | 15. Mai 1975 bis 27. Juni 1980         |
|                                                  | Lajos Faluvégi    | 27. Juni 1980 bis 30. Dezember 1986    |
|                                                  | László Maróthy    | 30. Dezember 1986 bis 25. Juni 1987    |
| Präsident des Zentralen Volkskontrollausschusses | József Szakali    | 1. Januar 1984 bis 30. Dezember 1986   |
|                                                  | László Ballai     | 30. Dezember 1986 bis 25. Juni 1987    |